# 波茹卡
波茹卡是巴西巴伊亚州的一个市镇。总面积318.205平方公里，总人口32225人，人口密度101.3人/平方公里。